# Lilian Baels
Lilian Baels (Highbury, Londres, 28 de noviembre de 1916 - Waterloo, 7 de junio de 2002) fue la segunda esposa del Rey Leopoldo III de Bélgica, siendo conocida como Princesa de Réthy.

## Juventud
Mary Lilian Henriette Lucie Josephine Ghislaine Baels nació en Highbury, Londres, hija de Henri Louis Baels (1878-1951), un político conservador belga natural de Ostende y su esposa, Anne Marie de Visscher (1882-1950), quienes vivieron en Gran Bretaña durante la Primera Guerra Mundial. 
Lilian tenía siete hermanos: Elza, Susanne, Ludwina, Walter, Hermann, Henry y Lydia Baels.
Lilian se educó en Ostende, Bruselas y Londres. Además, se interesó por el esquí, la natación, el golf, la caza y la literatura.
En 1946, a los 30 años, fue presentada al rey Jorge VI y a la reina Isabel en el Palacio de Buckingham.
Desde 1931, Lilian y su familia coincidieron con el rey Leopoldo III en revistas militares y actos públicos hasta que en 1937, el rey, viudo de Astrid de Suecia, comenzó a invitarlos a partidos de golf y fiestas de jardín frecuentados por la familia real.
Al producirse la invasión alemana a Bélgica durante la Segunda Guerra Mundial, Lilian y su madre sirvieron en la Cruz Roja transportando heridos en coche a Brujas. No obstante, tras un accidente en coche de su padre, el gobernador Baels, y el empeoramiento de la situación en Bélgica, su madre las envió a ella y sus hermanas a Francia. Su padre, internado en un hospital de Poitiers, fue acusado de abandonar su cargo y huir a Francia. Sin embargo, en una audiencia con el rey, el gobernador, acompañado de Lilian, explicó las causas de su salida de Bélgica, por lo que se le reivindicó. Al regresar a Francia se ocuparon del cuidado de los refugiados belgas en Anglet, aunque posteriormente el gobernador fue acusado de cooperar con los nazis.

## Matrimonio
En 1941, la reina madre Isabel invitó a Lilian al castillo de Laeken, en donde el rey se encontraba prisionero de los alemanes. A esta visita siguieron otras hasta que, en julio de ese año, el rey le propuso matrimonio y ella aceptó, con la condición de no utilizar el título de reina. Posteriormente, se le concedió extraoficialmente el título de Princesa de Réthy y se acordó que sus hijos quedarían excluidos de la sucesión al trono. 
A pesar del acuerdo de celebrar el matrimonio tras el final de la guerra y la liberación de Bélgica, el rey y Lilian se casaron religiosamente en secreto el 11 de septiembre de 1941 en la capilla del castillo de Laeken en presencia de la reina Isabel, Henri Baels y el cardenal Josef-Ernest van Roey. Sin embargo, el matrimonio contravenía la ley belga que exigía la celebración de la unión civil antes que la religiosa. El rey y Lilian, ya embarazada de su primer hijo, se casaron civilmente el 6 de septiembre de ese año, lo que elevó a Lilian automáticamente a la categoría de princesa de Bélgica.
Cuando el cardenal Van Roey hizo público el matrimonio del rey con Lilian, la recepción del pueblo belga fue dividida. Algunos enviaron flores y mensajes de felicitación a Laeken, pero otros argumentaron que el matrimonio era incompatible con el estado de prisionero de guerra del rey, desconsiderado con la situación del país y una traición a la memoria de la reina Astrid.

## Deportación y liberación
En 1944, la familia real fue deportada a la Alemania nazi, en donde fueron puestos bajo la vigilancia de setenta miembros de las SS. En Hirschstein y luego en Strobl, Austria, sufrieron el temor constante de ser asesinados o quedar en medio del fuego cruzado entre aliados y nazis. En una ocasión, un oficial nazi intentó darles cianuro haciéndoles creer que eran vitaminas para compensar su mala alimentación. Durante el cautiverio, Leopoldo y Lilian se encargaron personalmente de la educación de los príncipes reales. En 1945, la familia real fue liberada por el ejército estadounidense al mando de Alexander Patch.

## Exilio y regreso
Después de su liberación, el rey no pudo regresar a Bélgica por la controversia política sobre sus acciones durante la guerra. Fue acusado de traicionar a los aliados al capitular prematuramente y colaborar con los nazis durante la ocupación. En 1946, se formó una comisión para determinar la conducta del rey durante la guerra. Durante ese tiempo, la familia real vivió exiliada en la villa Le Reposoir, Pregny, Suiza, mientras el príncipe Carlos, hermano menor del rey, asumió la jefatura del Estado como regente. La comisión investigadora exoneró al rey de los cargos y este regresó a Bélgica en 1950; sin embargo, el descontento político y los disturbios contra él continuaron en una etapa de crisis que se conoció como la «cuestión real». Resultado de ella fue que, en 1951, con el fin de evitar la división del país y la salvación de la monarquía, el rey abdicó en su hijo mayor, el príncipe Balduino, de 21 años.

## Vida posterior
El exrey y su esposa siguieron viviendo en el castillo de Laeken hasta el matrimonio de Balduino con Fabiola de Mora y Aragón en 1960. Entonces se mudaron a una mansión propiedad del gobierno en Argenteuil, Waterloo, en donde Lilian vivió relativamente apartada del público y dedicada a su Fundación Cardiológica.
La princesa Lilian murió en el Castillo de Argenteuil y fue enterrada, contra su deseo, en la capilla de la Iglesia de Nuestra Señora de Laeken junto a Leopoldo III y Astrid de Suecia.

## Descendencia
El matrimonio tuvo los siguientes hijos:
- Alejandro Manuel de Bélgica (1942-2009);
- María Cristina de Bélgica (1951);
- María Esmeralda de Bélgica (1956).

## Títulos
| ● 28 de noviembre de 1916-11 de septiembre de 1941: | Señorita Mary Lilian Baels                          |
| ● 11 de septiembre de 1941-7 de junio de 2002:      | Su alteza real Lilian de Bélgica, princesa de Réthy |

## Ancestros
|  |                                     |  |  |  |  |  |  |  |  |  |  |  |  |  |  |  |
|  | 16. Petrus Paulus Baels             |  |  |  |  |  |  |  |  |  |  |  |  |  |  |  |
|  |                                     |  |  |  |  |  |  |  |  |  |  |  |  |  |  |  |
|  |                                     |  |  |  |  |  |  |  |  |  |  |  |  |  |  |  |
|  | 8. Petrus Paulus Baels              |  |  |  |  |  |  |  |  |  |  |  |  |  |  |  |
|  |                                     |  |  |  |  |  |  |  |  |  |  |  |  |  |  |  |
|  |                                     |  |  |  |  |  |  |  |  |  |  |  |  |  |  |  |
|  | 17. Theresia Francisca de Weert     |  |  |  |  |  |  |  |  |  |  |  |  |  |  |  |
|  |                                     |  |  |  |  |  |  |  |  |  |  |  |  |  |  |  |
|  |                                     |  |  |  |  |  |  |  |  |  |  |  |  |  |  |  |
|  | 4. Julius Ludovicus Baels           |  |  |  |  |  |  |  |  |  |  |  |  |  |  |  |
|  |                                     |  |  |  |  |  |  |  |  |  |  |  |  |  |  |  |
|  |                                     |  |  |  |  |  |  |  |  |  |  |  |  |  |  |  |
|  | 18. Jacobus de Vos                  |  |  |  |  |  |  |  |  |  |  |  |  |  |  |  |
|  |                                     |  |  |  |  |  |  |  |  |  |  |  |  |  |  |  |
|  |                                     |  |  |  |  |  |  |  |  |  |  |  |  |  |  |  |
|  | 9. Barbara Francisca de Vos         |  |  |  |  |  |  |  |  |  |  |  |  |  |  |  |
|  |                                     |  |  |  |  |  |  |  |  |  |  |  |  |  |  |  |
|  |                                     |  |  |  |  |  |  |  |  |  |  |  |  |  |  |  |
|  | 19. Maria Neveu                     |  |  |  |  |  |  |  |  |  |  |  |  |  |  |  |
|  |                                     |  |  |  |  |  |  |  |  |  |  |  |  |  |  |  |
|  |                                     |  |  |  |  |  |  |  |  |  |  |  |  |  |  |  |
|  | 2. Henri Louis Baels                |  |  |  |  |  |  |  |  |  |  |  |  |  |  |  |
|  |                                     |  |  |  |  |  |  |  |  |  |  |  |  |  |  |  |
|  |                                     |  |  |  |  |  |  |  |  |  |  |  |  |  |  |  |
|  | 20. Petrus Mauricx                  |  |  |  |  |  |  |  |  |  |  |  |  |  |  |  |
|  |                                     |  |  |  |  |  |  |  |  |  |  |  |  |  |  |  |
|  |                                     |  |  |  |  |  |  |  |  |  |  |  |  |  |  |  |
|  | 10. Jean Baptiste Mauricx           |  |  |  |  |  |  |  |  |  |  |  |  |  |  |  |
|  |                                     |  |  |  |  |  |  |  |  |  |  |  |  |  |  |  |
|  |                                     |  |  |  |  |  |  |  |  |  |  |  |  |  |  |  |
|  | 21. Maria Anna Reyser               |  |  |  |  |  |  |  |  |  |  |  |  |  |  |  |
|  |                                     |  |  |  |  |  |  |  |  |  |  |  |  |  |  |  |
|  |                                     |  |  |  |  |  |  |  |  |  |  |  |  |  |  |  |
|  | 5. Delphina Alexandrina Mauricx     |  |  |  |  |  |  |  |  |  |  |  |  |  |  |  |
|  |                                     |  |  |  |  |  |  |  |  |  |  |  |  |  |  |  |
|  |                                     |  |  |  |  |  |  |  |  |  |  |  |  |  |  |  |
|  | 22. Bernardus Josephus Thuyn        |  |  |  |  |  |  |  |  |  |  |  |  |  |  |  |
|  |                                     |  |  |  |  |  |  |  |  |  |  |  |  |  |  |  |
|  |                                     |  |  |  |  |  |  |  |  |  |  |  |  |  |  |  |
|  | 11. Joanna Theresia Thuyn           |  |  |  |  |  |  |  |  |  |  |  |  |  |  |  |
|  |                                     |  |  |  |  |  |  |  |  |  |  |  |  |  |  |  |
|  |                                     |  |  |  |  |  |  |  |  |  |  |  |  |  |  |  |
|  | 23. Catharina Joanna Degrae         |  |  |  |  |  |  |  |  |  |  |  |  |  |  |  |
|  |                                     |  |  |  |  |  |  |  |  |  |  |  |  |  |  |  |
|  |                                     |  |  |  |  |  |  |  |  |  |  |  |  |  |  |  |
|  | 1. Liliana, Princesa de Réthy       |  |  |  |  |  |  |  |  |  |  |  |  |  |  |  |
|  |                                     |  |  |  |  |  |  |  |  |  |  |  |  |  |  |  |
|  |                                     |  |  |  |  |  |  |  |  |  |  |  |  |  |  |  |
|  | 24. Angelus de Visscher             |  |  |  |  |  |  |  |  |  |  |  |  |  |  |  |
|  |                                     |  |  |  |  |  |  |  |  |  |  |  |  |  |  |  |
|  |                                     |  |  |  |  |  |  |  |  |  |  |  |  |  |  |  |
|  | 12. Charles Joseph de Visscher      |  |  |  |  |  |  |  |  |  |  |  |  |  |  |  |
|  |                                     |  |  |  |  |  |  |  |  |  |  |  |  |  |  |  |
|  |                                     |  |  |  |  |  |  |  |  |  |  |  |  |  |  |  |
|  | 25. Rosalie Van der Plas            |  |  |  |  |  |  |  |  |  |  |  |  |  |  |  |
|  |                                     |  |  |  |  |  |  |  |  |  |  |  |  |  |  |  |
|  |                                     |  |  |  |  |  |  |  |  |  |  |  |  |  |  |  |
|  | 6. Adolphus Gustavus de Visscher    |  |  |  |  |  |  |  |  |  |  |  |  |  |  |  |
|  |                                     |  |  |  |  |  |  |  |  |  |  |  |  |  |  |  |
|  |                                     |  |  |  |  |  |  |  |  |  |  |  |  |  |  |  |
|  | 26. Dominicus Geers                 |  |  |  |  |  |  |  |  |  |  |  |  |  |  |  |
|  |                                     |  |  |  |  |  |  |  |  |  |  |  |  |  |  |  |
|  |                                     |  |  |  |  |  |  |  |  |  |  |  |  |  |  |  |
|  | 13. Maria Geers                     |  |  |  |  |  |  |  |  |  |  |  |  |  |  |  |
|  |                                     |  |  |  |  |  |  |  |  |  |  |  |  |  |  |  |
|  |                                     |  |  |  |  |  |  |  |  |  |  |  |  |  |  |  |
|  | 27. Catharina Taffyn                |  |  |  |  |  |  |  |  |  |  |  |  |  |  |  |
|  |                                     |  |  |  |  |  |  |  |  |  |  |  |  |  |  |  |
|  |                                     |  |  |  |  |  |  |  |  |  |  |  |  |  |  |  |
|  | 3. Anne Marie de Visscher           |  |  |  |  |  |  |  |  |  |  |  |  |  |  |  |
|  |                                     |  |  |  |  |  |  |  |  |  |  |  |  |  |  |  |
|  |                                     |  |  |  |  |  |  |  |  |  |  |  |  |  |  |  |
|  | 28. Jacobus Franciscus Opsomer      |  |  |  |  |  |  |  |  |  |  |  |  |  |  |  |
|  |                                     |  |  |  |  |  |  |  |  |  |  |  |  |  |  |  |
|  |                                     |  |  |  |  |  |  |  |  |  |  |  |  |  |  |  |
|  | 14. Jozef August Opsomer            |  |  |  |  |  |  |  |  |  |  |  |  |  |  |  |
|  |                                     |  |  |  |  |  |  |  |  |  |  |  |  |  |  |  |
|  |                                     |  |  |  |  |  |  |  |  |  |  |  |  |  |  |  |
|  | 29. Josepha Benedicta Verougstraete |  |  |  |  |  |  |  |  |  |  |  |  |  |  |  |
|  |                                     |  |  |  |  |  |  |  |  |  |  |  |  |  |  |  |
|  |                                     |  |  |  |  |  |  |  |  |  |  |  |  |  |  |  |
|  | 7. Alicia Victoria Opsomer          |  |  |  |  |  |  |  |  |  |  |  |  |  |  |  |
|  |                                     |  |  |  |  |  |  |  |  |  |  |  |  |  |  |  |
|  |                                     |  |  |  |  |  |  |  |  |  |  |  |  |  |  |  |
|  | 30. Felicianus de Meulenaere        |  |  |  |  |  |  |  |  |  |  |  |  |  |  |  |
|  |                                     |  |  |  |  |  |  |  |  |  |  |  |  |  |  |  |
|  |                                     |  |  |  |  |  |  |  |  |  |  |  |  |  |  |  |
|  | 15. Nathalia de Meulenaere          |  |  |  |  |  |  |  |  |  |  |  |  |  |  |  |
|  |                                     |  |  |  |  |  |  |  |  |  |  |  |  |  |  |  |
|  |                                     |  |  |  |  |  |  |  |  |  |  |  |  |  |  |  |
|  | 31. Barbara Rosalia Veroustraete    |  |  |  |  |  |  |  |  |  |  |  |  |  |  |  |
|  |                                     |  |  |  |  |  |  |  |  |  |  |  |  |  |  |  |
|  |                                     |  |  |  |  |  |  |  |  |  |  |  |  |  |  |  |